# Santigoso (El Barco de Valdeorras)
Santigoso (llamada oficialmente San Miguel de Santigoso) es una parroquia y un lugar español del municipio de El Barco de Valdeorras, en la provincia de Orense, Galicia.

## Organización territorial
La parroquia está formada por cuatro entidades de población:
- Castro
- Santigoso
- Soulecin (Soulecín)
- Villarino (Vilariño)

## Demografía

### Parroquia
| Gráfica de evolución demográfica de Santigoso (parroquia) entre 2000 y 2022 |
|                                                                             |
| Datos según el nomenclátor publicado por el INE.                            |

### Lugar
| Gráfica de evolución demográfica de Santigoso (lugar) entre 2000 y 2022 |
|                                                                         |
| Datos según el nomenclátor publicado por el INE.                        |